# Lynsey Bartilson
Lynsey Marie Bartilson (Edina, 1º luglio 1983) è un'attrice statunitense.

## Filmografia televisiva parziale
- The Kidsongs Television Show (1995)
- Mamma Natale (Mrs. Santa Claus) - film TV (1996)
- Settimo cielo (1997) - 1 episodio
- Cinque in famiglia (1998) - 5 episodi
- Zoe, Duncan, Jack & Jane (1999) - 1 episodio
- Da un giorno all'altro (2000) - 1 episodio
- Ultime dal cielo (2000) - 1 episodio
- That '70s Show (1999-2001) - 2 episodi
- Giudice Amy (2002) - 1 episodio
- I Finnerty (2001-2005) - 91 episodi
- Malcolm (2006) - 1 episodio
- The X's (2005-2006) - 15 episodi
- NCIS - Unità anticrimine (2007) - 1 episodio
- Bones (2007) - 1 episodio